# Banana Boat
Banana Boat is een Pools a capella koor met 6 mannenstemmen dat zijn inspiratie vindt in zeemansliederen waaruit dan ook hun repertoire bestaat. Zij zijn baanbrekers van een nieuwe stijl, door de Banana Boat als moderne zeemansliederen beschreven.
Dat doet niets af aan het feit dat zij trouw aan de traditionele zeemansliedstijl blijven in combinatie met hun persoonlijke stijl met arrangementen die dicht aanleunen bij een jazz sextet. Omdat hun repertoire afwijkt van de traditionele klanken van zeemansliederen, wordt het koor beschouwd als de stichter van een nieuwe stijl van zeemansliederen. Het koor wordt internationaal door gelijkaardige koren beschreven als stichter van de Poolse zeemansliederenstijl. De zeemansliederen die tot hun repertoire behoren bevinden zich op een kruising van traditionele zang en Jazzritme. Zij nodigen ook graag andere artiesten uit om mee samen te werken. Het koor is lid van de International Seasong and Shanty Association (ISSA).

## Biografie
Het koor Banana Boat is de opvolger van een eerste koor dat in de jaren 1993-1994 gesticht werd door Maciej Jedrzejko. De naam ervan was «Jack Steward». Een paar vrienden van de Lycea Emilia Platter en Stanisław Staszic en van het Technisch en Industrieel Lyceum in Sosnowiec hadden een project om met een zeilboot rond IJsland te varen.
Zij waren allemaal door het zeemanslied en het zeilen gepassioneerd. Zij beslisten een koor te stichten om hun project te financieren en lieten dat door het educatieve personeel en de gemeente Sosnowiec organiseren. Het project is nooit van de grond gekomen en het Jack Steward koor kende een vroeg einde in 1994. Maciej Jedrzeiko besliste om met enkele vroegere leden onder andere Pawel Konieczny, Aleksander Kleszcz en Karol Wierzbicki een nieuw koor op te richten. Deze keer werd het een kwartet dat luisterde naar de naam "Banana Boat". In het jaar 1994, tijdens het Tratwa festival in Katowice, trad het kwartet voor de eerste maal op. Heel vlug verdient het koor verschillende prijzen o.a. op het "Prosiak" festival en op het hoog aangeschreven festival van de zeemansliederen in Krakau in het jaar 1996.
Van 1996 tot 1998 geeft de Banana Boat geen concerten meer om hun leden tijd te geven om hun hogere studies te voltooien. Later wordt het kwartet omgevormd tot een kwintet dat snel beroemd wordt.
In januari 2009 verandert het van richting en komt er met Piotr Wiśniewski, een vroeger lid van het Poolse koor "North Cape", een nieuwe stem bij.
De huidige koorleden van het sextet zijn :
- Maciej «YenJCo», Jędrzejko, stichter en dirigent van het koor
- Paweł «Konik», Konieczny, contra tenor, componist van de melodieën; medestichter van het koor.
- Paweł «Synchro» Jędrzejko, bariton, auteur van de meeste teksten van het repertoire.
- Tomasz «Mundry» Czarny, bariton, componist van de melodieën en arrangementen van de liederen.
- Michał «Ociec» Maniara, bariton, directeur van het Artistieke Agentschap BananaArt.Pl.
- Piotr «Qdyś» Wiśniewski, bromstem van het koor.

Tot op heden, blijven al de Banana Boat leden door zeilen gepassioneerd; Paweł Jędrzejko, is expert zeevaarder en houder van een yachtmaster vergunning van hoogzeevaart; zijn broer Maciej is schipper. Al de andere leden hebben ook hun vaarvergunning behaald wat de geloofwaardigheid van hun repertoire ten goede komt. Zij hebben hun eigen specialiteiten op universitair vlak (medisch, tandheelkundig, financieel, juridisch, commercieel). Sinds 1998, heeft de Banana Boat verschillende indrukwekkende prijzen op Poolse zeevaartfestivals behaald. Soms nemen ze deel aan concerten en recitals in Europa, zowel in cafés met een beperkt publiek als op grote internationale scènes met een talrijk publiek.

## Gevolgen, verspreiding en humanitaire acties
- 2006-2007: als organisator van het “Zęza” zeemansliederenfestival in samenwerking met het cultureel centrum van Łaziska Górne (Polen)
- 2006: deelname aan de caritatieve actie ‘to See the Sea’, het financieren van medische hulp voor arme zeemannen.
- 2008: Maciej Jedrzejko, leider van het koor, wordt tot artistieke directeur van het internationaal traditionele muziek- en zeemansliederenfestival in Sosnowiec (Polen). benoemd (Euroszanty & Folk)
- Elk jaar rond Kerstmis neemt het koor deel aan caritatieve acties die door het Groot Orchester worden georganiseerd.
- Maciej Jedrzejko, stichter van het koor is ook het hoofdeditor van de site "Free Sea-Shanty Portal Szantymaniak.PL" evenals van het Poolse tijdschrift met dezelfde naam.
- Ieder jaar, worden de leden van het koor uitgenodigd om in de jury van zeemansliederenfestivals te zetelen. Zij organiseren ook zangateliers voor mensen die in het repertoire van de zeemansliederen geïnteresseerd zijn.

## Concerten en internationale samenwerking
Naast meerdere concerten in Polen, heeft de Banana Boat ook opgetreden in: Fulnek, Tsjechië (2002); Ravenna, Italië (2003); Paimpol (2005, 2009), Château-Thierry (2007), Essômes-sur-Marne (2009) - Frankrijk; Cork en Cobh, Ierland (2006, 2007), Appingedam (2007, 2009), Oudewater (2009) - Nederland, New York, Verenigde Staten (2005), Bremen, Duitsland (2008). Als lid van de ISSA, geeft het koor medewerking aan projecten van andere artiesten die ook leden zijn. Tijdens het jaar 2008 zijn enkele van hun composities in een gemeenschappelijk project van liederen opgenomen die uitgegeven werden voor humanitaire hulp zoals bijvoorbeeld het Amerikaanse project "Lafitte’s Return". De albums van het koor worden op talrijke radiozenders uitgezonden zowel in Europa als in andere werelddelen. Hun laatste opname is een project van a-capellagezangen met Eleanor McEvoy de beroemde Ierse zangeres.

## Prijzen en beloningen
Ondertussen ontving de Banana Boat meerdere prijzen en beloningen, onder andere tweemaal een tweede plaats in de CARA wedstrijd voor hun album A morze tak, a moze nie..., in de categorie "beste World/folk album". Ook voor de zang ‘Artyka’ uit hetzelfde album werden zij beloond.

## Discografie
- A morze tak, a może nie... (BananaArt.Pl 2004)
- Minialbum: Banana Boat… Świątecznie (BananaArt.Pl 2004) – 6 Kerstliederen
- Zangen van de samenvatting Szanty dla Pajacyka. De opbrengst werd aan een Poolse humanitaire organisatie geschonken.
- Zangen van de samenvatting Lafitte’s Return (vols 3 et 4). De opbrengst werd gebruikt om de heropbouw van muziekgebouwen in New Orleans te helpen financieren na de orkaan Katrina. (2008)
- Single: A Little A Cappella: Polish-Irish Harmony (Banana Boat feat. Eleanor McEvoy) (BananaArt.Pl 2009)